# Samsung Galaxy S23
Samsung Galaxy S23 — лінія Android-смартфонів компанії Samsung Electronics. Моделі Galaxy S23, Galaxy S23+ та Galaxy S23 Ultra були анонсовані 1 лютого 2023 року і випущені 17 лютого 2023 року, а Galaxy S23 FE — 4 жовтня 2024 року і 5 жовтня 2024 року відповідно. Є частиною серії Samsung Galaxy S. Його роздільна знатність дорівнює 3088 x 1440 пікселів.
Galaxy S23 Ultra має камеру 200 МП.

## Дизайн
Розміри — 70.9 мм в ширину, 146.3 мм в довжину і 7.6 мм в висоту, а маса — приблизно 233 г. Формфактор — класичний із сенсорним екраном. Розмір екрану — 154.9 мм (6.1")
Роздільна здатність: 3088 x 1440 (Quad HD+).

## Технічні характеристики

### Апаратне забезпечення

#### Платформа
На відміну від попередників, лінія Samsung Galaxy S23, окрім Galaxy S23 FE, для всіх регіонів отримала процесор від Qualcomm, а саме Snapdragon 8 Gen 2 for Galaxy, як відрізняється від звичайного Snapdragon 8 Gen 2 більш розігнаним ядром Cortex-X3 (3,36 ГГц у for Galaxy та 3,2 ГГц у звичайної версії). Процесор працює у парі із графічним процесором Adreno 740. Натомість, Samsung Galaxy S23 FE має туж платформу, що й лінія Samsung Galaxy S22, а саме Qualcomm Snapdragon 8 Gen 1 з графічним процесором Adreno 730 для ринку США та Exynos 2200 з графічним процесором Xclipse 920 для інших ринків.

#### Акумулятор
Базова модель отримала акумулятор ємністю 3900 мА·год, +-модель — 4700 мА·год, модель Ultra — 5000 мА·год, а модель FE — 4500 мА·год.Крім цього, Galaxy S23 та S23 FE мають підтримку швидкої зарядки  потужністю 25 Вт, а Galaxy S23+ та S23 Ultra — 45 Вт. Всі моделі лінії мають підтримку швидкої бездротової зарядки стандарту Qi та PMA потужністю 15 Вт та зворотної бездротової зарядки потужністю 4,5 Вт.

#### Пам'ять
Galaxy S23, S23+ та S23 FE мають 8 ГБ оперативної пам'яті типу LPDDR5X в Galaxy S23 та S23+ і типу LPDDR5 в Galaxy S23 FE. Крім цього, S23+ має сховище на 256 ГБ та 512 ГБ типу UFS 4.0, Galaxy S23 — на 128 ГБ типу UFS 3.1 і на 256 ГБ та 512 ГБ типу UFS 4.0, а Galaxy S23 FE — на 128 ГБ типу UFS 3.1 і на 256 ГБ типу UFS 4.0.
Galaxy S23 Ultra продається в комплектаціях 8 ГБ/256 ГБ, 12 ГБ/256 ГБ, 12 ГБ/512 ГБ та 12 ГБ/1 ТБ. Тип оперативної пам'яті та накопичувача LPDDR5X та UFS 4.0 відповідно.
Підтримка карт пам'яті microSD відсутня у всій лінійці.

### Програмне забезпечення
Лінія Galaxy S23 була випущена з One UI 5.1 на базі Android 13. Також в моделі вбудовано Samsung Knox для покращеної безпеки пристрою, а для корпоративного використання існує окрема версія. Samsung пообіцяла 4 роки основних оновлень ОС Android і 1 додатковий рік оновлень системи безпеки, що загалом оновлюватиметься протягом 5 років.

## Порівняння Galaxy S22 і Galaxy S23
Попередник Galaxy S23 — S22 і S23 трохи відрізняються. Ось таблиця порівняння:
|            | Galaxy S22 | Galaxy S23 |
| ---------- | --- | --- |
| Розміри    | 146 x 70,6×7.6 мм | 146.3 х 7,9×7.6 мм |
| Акумулятор | 3700 мА·г | 5000 мА·г |
| Оперативка | 8/12 ГБ | 8/12 ГБ |
| Пам'ять    | 128/256/512/1024 ГБ | 128/256/512/1024 ГБ |
| Камера     | Основна — F1.8 , F2.4 , F2.2, оптична стабілізація зображення, Автофокус, Збільшення Оптичний зум 3x, цифровий зум до 30x Фронтальна — роздільна здатність 10.0 МП, автофокус, апертура F2.2, Основна камера — спалах Роздільна здатність запису відео UHD 8K (7680 x 4320)@24 кадрів/сек Уповільнений рух 960 кадрів/сек, @HD, 240 кадрів/сек, @FHD | - Основна камера — роздільна здатність (Multiple) 50 МП + 10 МП + 12 МП - Основна камера — Апертура (Multiple) F1.8 , F2.4 , F2.2 - Основна камера — Автофокус Так - Основна камера — оптична стабілізація зображення Так - Основна камера — Збільшення Оптичний зум 3x, цифровий зум до 30x - Фронтальна камера — роздільна здатність 12 MP - Фронтальна камера — апертура F2.2 - Фронтальна камера — автофокус Так - Основна камера — спалах Так - Роздільна здатність запису відео UHD 8K (7680 x 4320)@30 кадрів/сек - Уповільнений рух 960 кадрів/сек, @FHD, 240 кадрів/сек, @FHD |
| Операційна | Android 12 | Android 13 |